# Bill Frist
William Harrison Frist, dit Bill Frist, né le 22 février 1952 à Nashville (Tennessee), est un chirurgien et homme politique américain. Membre du Parti républicain, il est sénateur du Tennessee au Congrès des États-Unis de 1995 à 2007 et chef de la majorité républicaine durant ses quatre dernières années de mandat.

## Biographie
Cardiologue, chirurgien réputé, Bill Frist entre en politique lors des élections sénatoriales de 1994 sous les couleurs du Parti républicain. Il défait son adversaire, Jim Sasser, le sénateur démocrate sortant du Tennessee, avec plus de 11 points d'avance.
En 2000, il est réélu avec 66 % des suffrages.
Coopté par George W. Bush, il succède à Trent Lott à la tête des républicains du Sénat en décembre 2002.
Politiquement situé à droite du parti, ses positions sont tranchées:
- il soutient la libéralisation du système de santé,
- il s'oppose à l'avortement. En 2003, il favorisa avec Rick Santorum l'adoption de la loi interdisant la technique d'avortement tardif partiel (partial-birth abortion). Il s'oppose à toute aide fédérale à la pratique de l'avortement.
- il est partisan du programme d'éducation à l'abstinence en matière d'éducation sexuelle.
- il soutient les programmes de lutte contre le sida et de lutte contre la pauvreté en Afrique où il se rend souvent pour apporter de l'aide médicale.
- il s'oppose au clonage humain mais est favorable à une aide financière de la part de l'État en ce qui concerne la recherche sur les cellules souches embryonnaires.

Chirurgien en cardiologie, c'est un père de 3 enfants et un presbytérien très conservateur.
Ayant annoncé qu'il ne ferait pas plus de deux mandats, Bill Frist n'était pas candidat à sa succession en novembre 2006. Le républicain Bob Corker est élu en novembre 2006 avec 51 % des suffrages contre 48 % à un jeune espoir démocrate soutenu par les Blue Dogs, Harold Ford Jr..